# Катастрофа Ан-10 у Львові (1959)
Катастрофа Ан-10 у Львові — авіаційна катастрофа пасажирського літака Ан-10 Київського авіазагону «Аерофлоту», що сталася в понеділок 16 листопада 1959 року на околиці Львова, в результаті чого загинули 40 осіб. Перша втрата Ан-10 з початку їх експлуатації.

## Літак
Ан-10 з бортовим номером 11167 (заводський — 9401402, серійний — 14-02) був випущений Воронезьким авіазаводом 5 червня 1959 року і переданий Головному управлінню цивільного повітряного флоту, яке до 1 липня направило його до 86-го (Київського) авіазагіну Українського Територіального управління цивільного повітряного флоту. Всього на момент катастрофи авіалайнер мав 277 годин нальоту.

## Катастрофа
Того дня літак повинен був виконувати 4 рейси, а загальний маршрут польотів був Київ — Львів — Москва — Львів — Київ. Пілотував екіпаж, до якого входили: командир М. О. Спіренков, другий пілот В. А. Михайлов, штурман М. А. Кошовий, бортрадист В. А. Щепкін і бортінженер Г. Г. Масалов. У салоні працювали стюардеси А. І. Литвиненко, Н. Б. Султанова і С. С. Бежан. Перші два рейси були виконані без відхилень, після чого екіпаж почав виконувати третій — № 315. О 16:48  авіалайнер вилетів з московського аеропорту Внуково і після набору висоти зайняв ешелон 7000 метрів. На борту при цьому перебували 32 пасажири.
Небо над Львовом було затягнуто шаруватими хмарами заввишки 120 метрів, ожеледь, дув свіжий південно-східний вітер, видимість була 3 кілометри, температура повітря становила -1 ° C а вологість 97%, що створювало можливість обмерзання при польоті в хмарах. Перейшовши на зв'язок з диспетчером аеропорту, екіпаж отримав дозвіл знижуватися, а також умови для заходу на посадку на бетонну ЗПС по курсу 135 °. Захід виконувався без відхилень від встановленої схеми і командир доповів про проліт ДПРМ на висоті 200 метрів.
Між ДПРМ і БПРМ літак вийшов з хмар і екіпаж перейшов на візуальний політ. О 19:06 на висоті 110 метрів закрилки були випущені в посадочне положення, коли Ан-10 раптом різко перейшов в піке, після чого під кутом 25 ° за 1000 метрів до БПРМ (2100 метрів до початку ЗПС) врізався в засніжене поле, перекинувся і вибухнув. Уламки літака розлетілися в радіусі 50 метрів, а всі 40 осіб на борту загинули. Основний екіпаж поховано на Байковому цвинтарі в Києві. 

## Причини
Після розслідування комісія зробила наступний висновок:

Виникнення негативних перевантажень у внутрішніх силових установках в результаті мимовільного зняття з упору повітряних гвинтів внутрішніх двигунів і прибирання ВУД за прохідну засувку для зменшення швидкості планування літака (в уламках був знайдений електрощиток управління постановкою і зняттям гвинтів з упору з переведеним перемикачем положення «Внутрішні гвинти зняті з упору» і стопорні планки в положенні «Розстопор»). Такий стан стопорної планки і незручне розташування щитка могло привести до випадкового переводу командиром екіпажу перемикача при роботі зі щитком переговорного пристрою після прольоту ДПРМ. Включення сигнальних вогнів екіпаж міг не помітити. Потім, не знаючи про зняття гвинтів з упору, КВС перевів ВУД за прохідну засувку або для зменшення швидкості планування, або оскільки покажчик швидкості давав завищені показники через обмерзання приймача покажчика швидкості, або в результаті певного перевищення швидкості при виході з хмарності. Виявивши різке гальмування і зниження швидкості, КПС перевів ВУД на підвищений режим і взяв штурвал на себе, але з огляду на малу висоту ці дії не могли запобігти різкому зниженню.

Однак за три місяці 26 лютого 1960 року за таких же обставин зазнав катастрофи Ан-10А борт CCCP-11180. Це спонукало розпочати нове розслідування і в ході якого з'ясувалося, що коли літаки Ан-10 заходять на посадку в умовах обмерзання з випущеними закрилками, то у них з'являється схильність до мимовільного переходу в пікірування, так званий «клевок». Причиною цього є вихід стабілізатора на закритичні кути атаки, оскільки при обмерзанні цей самий критичний кут стабілізатора зменшується. Після цих авіакатастроф в РЛЕ літаків Ан-10 були внесені зміни, які забороняли в умовах обмерзання випускати закрилки більш ніж на 15 °. Також була збільшена ефективність системи протиобледеніння стабілізатора.